# سفر ملوان زبل: در جستجوی پاپی
سفر ملوان زبل: در جستجوی پاپی (به انگلیسی: popeye's voyage: the quest for pappy) یک انیمیشن در ژانر کمدی و ماجراجویی است که در ۹ نوامبر ۲۰۰۴ به صورت دی‌وی‌دی به کارگردانی ازکیل نورتون منتشر شد. این انیمیشن، اولین اثر سه بعدی ملوان زبل محسوب می‌شود. مدت زمان این انیمیشن، ۴۷ دقیقه است.این انیمیشن نقدهای متوسطی دریافت کرد. بیلی وست در مصاحبه ای اعلام کرد که صداپیشگی شخصیت ملوان زبل، یکی از سخت ترین نقش های او بوده است. زیرا برای صحبت کردن با لحنی خاص و خش‌دار، دچار گلودرد می‌شد.